# Przyczółek (wojsko)
Przyczółek – obszar na terytorium zajmowanym lub zagrożonym przez przeciwnika. Musi on być utrzymany, lub co najmniej kontrolowany tak, by zapewnić możliwość ciągłości załadunku, lądowania lub przekraczania go przez siły i środki oraz/lub zapewniający przestrzeń manewrową wymaganą do kolejnych działań. 
Z terminem tym łączą się także:
- przyczółek lotniczy – jest to wyznaczony obszar na terenie przeciwnika lub terenie zagrożonym, który po zdobyciu i utrzymaniu, zapewnia możliwość prowadzenia ciągłego lądowania sił i środków, jak i również zapewnia odpowiednią przestrzeń manewrową, konieczną do przeprowadzenia kolejnych działań. Zazwyczaj jest to obszar uchwycony w wyniku prowadzenia działań desantowo-szturmowych. Może figurować także jako wyznaczone miejsce w obszarze działań wykorzystywane jako baza zaopatrzenia i ewakuacji drogą powietrzną.
- przyczółek morski – wyznaczony obszar znajdujący się na wybrzeżu przeciwnika lub potencjalnego przeciwnika, który po zdobyciu i utrzymaniu, zapewnia możliwość prowadzenia ciągłego lądowania sił i środków, jak również zapewnia odpowiednią przestrzeń manewrową konieczną do przeprowadzenia kolejnych działań na lądzie.
- rubież przyczółka – granica rejonu celu przy rozwijaniu przyczółka.